# Zhang Yuxuan
Zhang Yuxuan (* 19. August 1994 in Tianjin) ist eine chinesische Tennisspielerin.

## Karriere
Zhang begann im Alter von vier Jahren mit dem Tennisspielen und bevorzugt Hartplätze. Auf Turnieren der ITF Women’s World Tennis Tour hat sie bislang fünf Einzel- und einen Doppeltitel gewonnen.

## Turniersiege

### Einzel
| Nr. | Datum             | Turnier  | Kategorie   | Belag     | Finalgegnerin | Ergebnis       |
| --- | ----------------- | -------- | ----------- | --------- | ------------- | -------------- |
| 1.  | 9. September 2012 | Yeongwol | ITF $10.000 | Hartplatz | Wen Xin       | 7:62, 3:6, 6:3 |
| 2.  | 27. April 2013    | Wenshan  | ITF $50.000 | Hartplatz | Wang Qiang    | 1:6, 7:64, 6:2 |
| 3.  | 23. Mai 2015      | Wuhan    | ITF $50.000 | Hartplatz | Chang Liu     | 6:4, 6:0       |
| 4.  | 3. Juni 2018      | Luzhou   | ITF $25.000 | Hartplatz | Gai Ao        | 6:2, 6:0       |
| 5.  | 8. Juli 2018      | Naiman   | ITF $25.000 | Hartplatz | Xun Fangying  | 6:3, 6:2       |

### Doppel
| Nr. | Datum            | Turnier | Kategorie   | Belag     | Partnerin     | Finalgegnerinnen      | Ergebnis  |
| --- | ---------------- | ------- | ----------- | --------- | ------------- | --------------------- | --------- |
| 1.  | 23. Oktober 2015 | Suzhou  | ITF $50.000 | Hartplatz | Yang Zhaoxuan | Tian Ran Zhang Kailin | 7:64, 6:2 |

## Abschneiden bei Grand-Slam-Turnieren

### Einzel
| Turnier         | 2013 | 2014 | Karriere |
| --------------- | ---- | ---- | -------- |
| Australian Open | 1    | —    | 1        |
| French Open     | —    | —    | —        |
| Wimbledon       | —    | —    | —        |
| US Open         | Q1   | —    | —        |